# Donacia splendida
Espèce
Donacia splendida est une espèce fossile de coléoptères de la sous-famille Donaciinae (famille Chrysomelidae).

## Classification
L'espèce Donacia splendida est décrite en 1935 par le paléontologue français Nicolas Théobald (1903-1981),. 

### Fossile
L'holotype MNHN-F-R06676, de l'ère Cénozoïque, et de l'âge Gélasien (2,588 à 1,806 Ma) vient du lac Chambon dans le département du Puy-de-Dôme, en Auvergne, et est conservée au Muséum national d'histoire naturelle de Paris,. Cet holotype appartient à la collection Piton, du Dr Louis Émile Piton (1909-1945), paléontologue et ami de Nicolas Théobald.

### Confirmation du genre
L'espèce Donacia splendida est confirmée dans le genre par Jorge A. Santiago-Blay (d) en 1994.

### Étymologie
L'épithète spécifique splendida signifie en latin « splendide ».

## Description

### Caractères
« Est représenté par une élytre gauche d'une conservation admirable et vue de l'extérieur. Téguments brun métallique, éclat bronzé.
Élytre bombé à surface inégale, d'aspect moiré. Epipleure régulièrement développée le long du bord externe. Le creux de l'épaule est de forme ovale. Bord antérieur légèrement concave. Bord marginal légèrement creusé vers le tiers intérieur. Bord sutural droit. À partir du tiers postérieur les deux bords se rapprochent, sommet arrondi.
Ornementation très nette (voir figure), formée de sillons profonds avec des points enfoncés, points de forme arrondie ou légèrement ovale et espacés. Ces points ne sont pas tous de même taille. Une striole scutellaire avec points disposés en zigzag et de petite taille. Dix stries formées de points en général régulièrement alignés, mais par endroits, points dispersés, surtout vers l'extrémité postérieure où les rangées s'étalent et se confondent en même temps que les sillons et que les points s'effacent. Une dernière ligne de points fins et réduite à sa partie médiane sur le bord marginal.
En comprenant la striole scutellaire et la strie marginale, il y a douze stries ornées de points. ».

### Dimensions
Longueur de l'élytre : 4,3 mm ; largeur : 1,4 mm.

### Affinités
« Serait voisin de Donacia impressa Payk. qui a des élytres moirés. Mais les points y sont beaucoup plus effacés que dans notre échantillon. ».

## Biologie
« Les Donacia vivent sur les plantes aquatiques (Scirpus, Sparganium, Carex, Iris, Typha, etc.), la larve dans le collet de ces plantes. ».

## Galerie

Donacia splendida holotype au MNHN selon Gaëlle Doitteau.
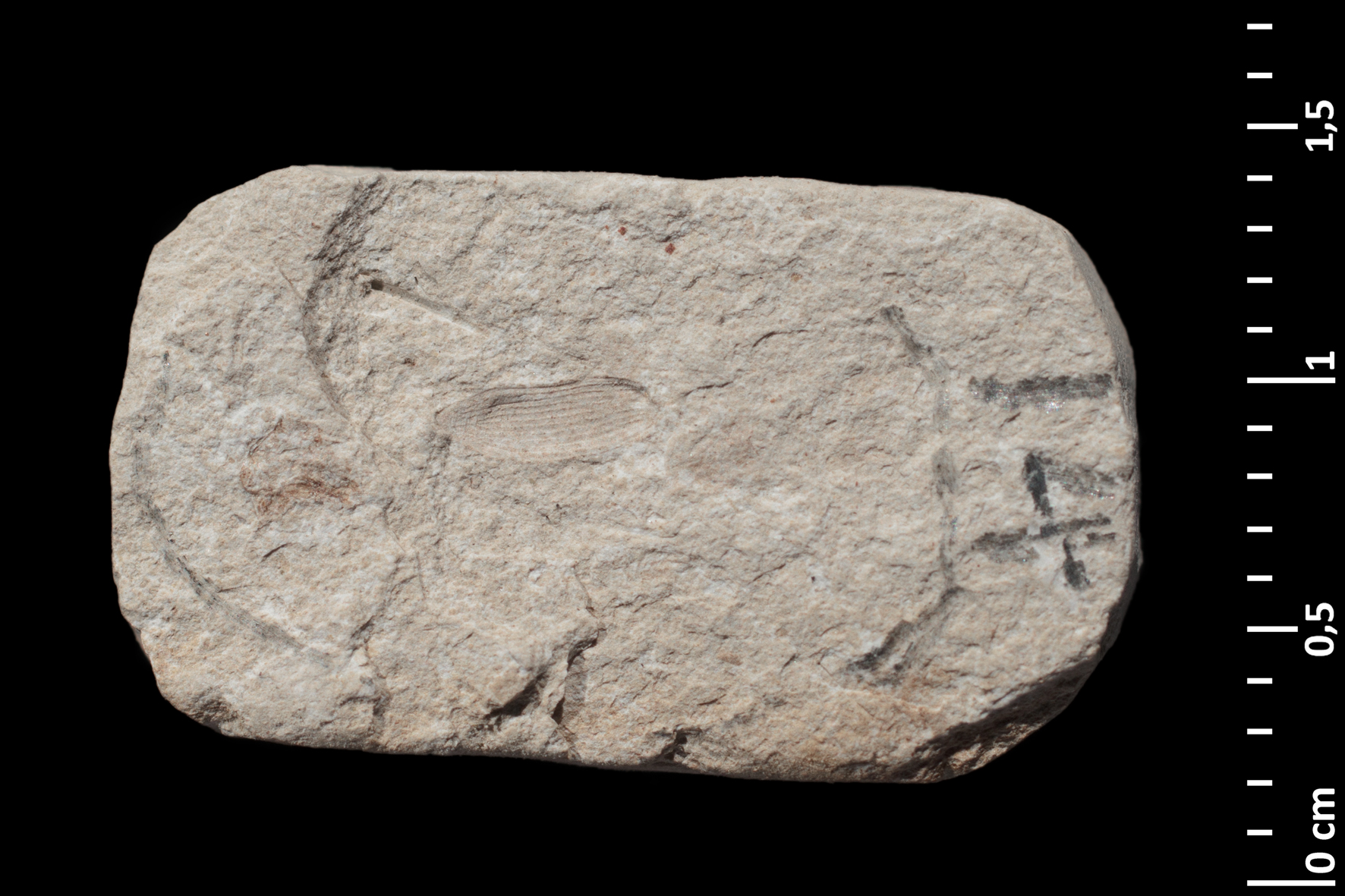
Empreinte élytre holotype en lumière directe.
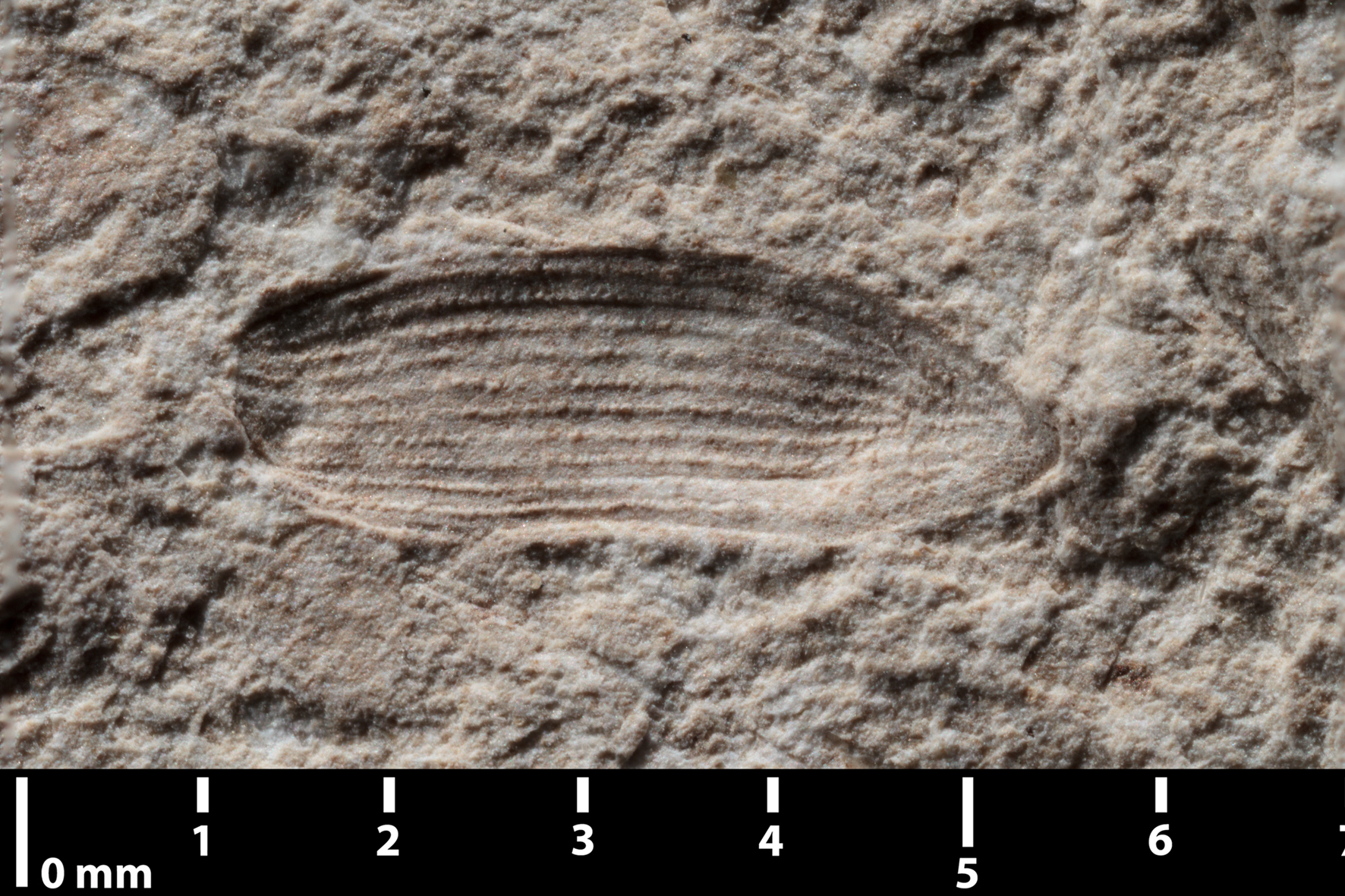
Empreinte holotype en lumière indirecte.
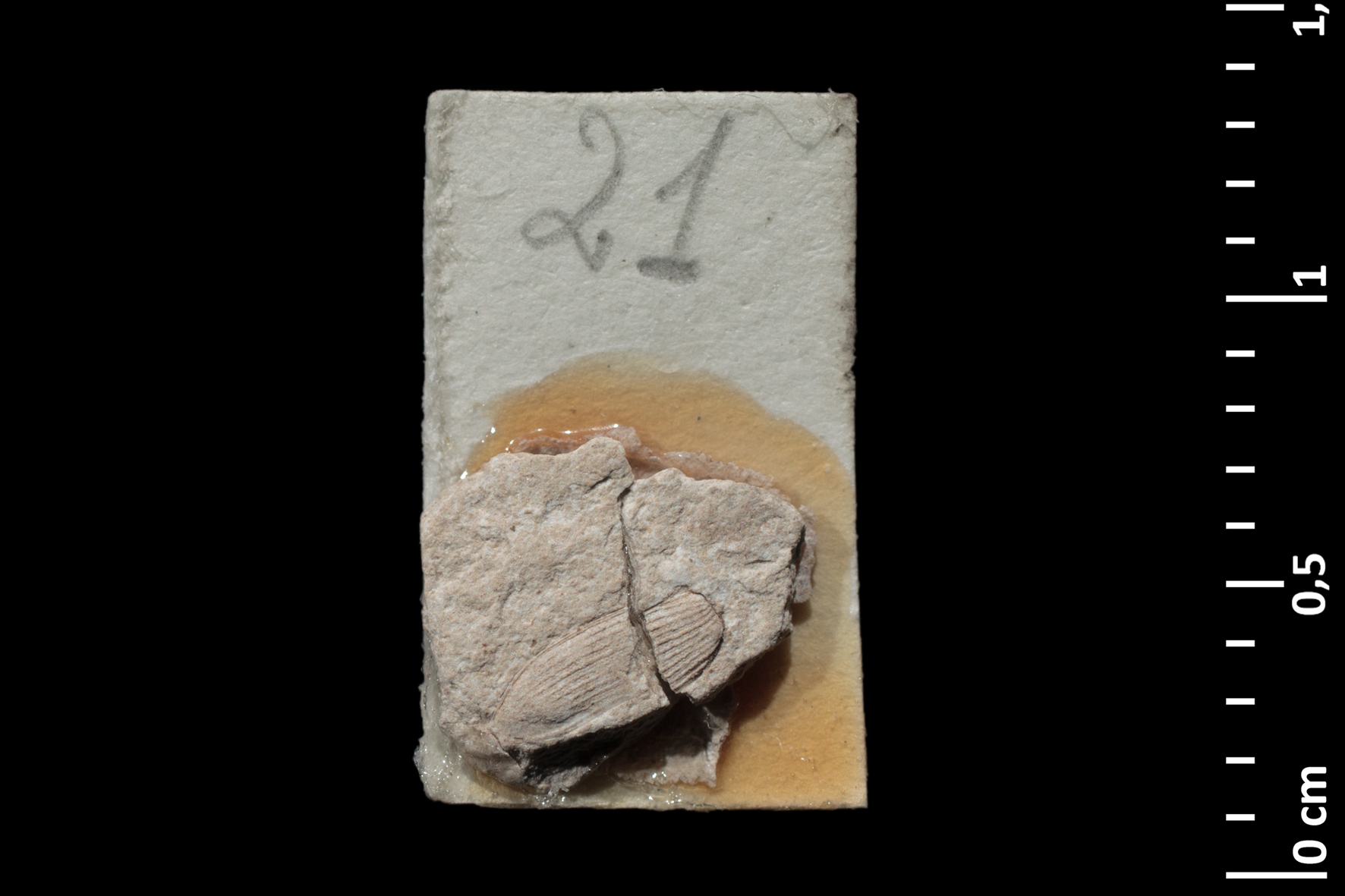
Contre-empreinte.
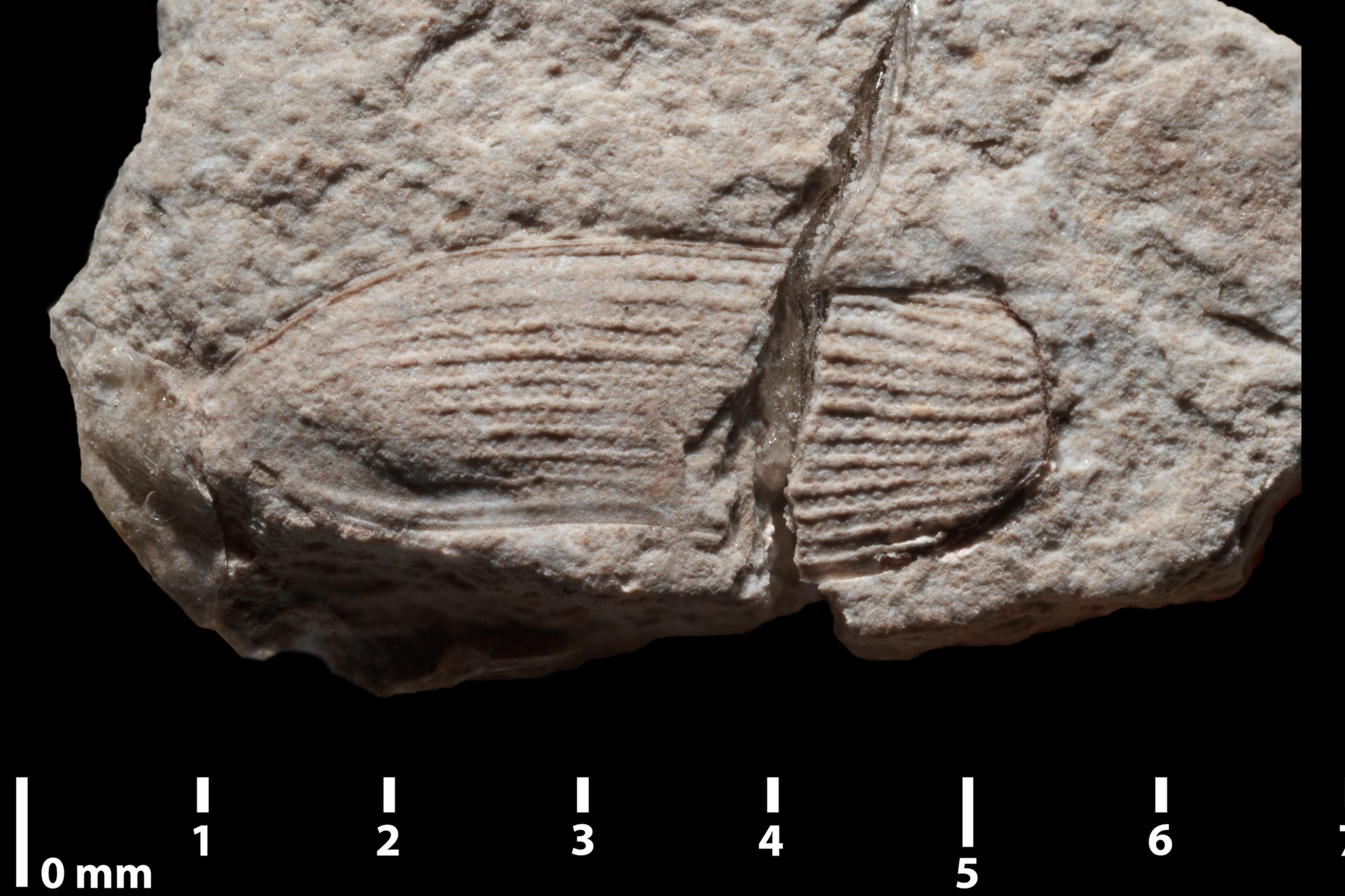
Contre-empreinte en lumière indirecte.

- Quelques espèces vivantes du genre Donacia.
- Donacia clavipes.
- Donacie du nénuphar (Donacia crassipes Fabricius, 1775).
- Donacia dentata Hoppe, 1795.
- Donacia palmata.

### Ouvrages
- [1994] (en) Jorge A. Santiago-Blay, Paleontology of leaf beetles. Novel Aspects of the Biology of Chrysomelidae, 1994, 1-68 p.

### Publication originale
- [1935] L. Piton et N. Théobald, « La faune entomologique des gisements Mio-Pliocènes du Massif Central », Revue des Sciences Naturelles d'Auvergne, Volume I, Fasc.2,‎ 1935, p. 65-104, 5 planches (DOI 10.5281/ZENODO.25694).